# Kōhei Tezuka
Kōhei Tezuka (手塚 康平?, Tezuka Kōhei; Utsunomiya, 6 aprile 1996) è un calciatore giapponese, centrocampista del Sagan Tosu.

## Caratteristiche tecniche
È un mediano.

## Statistiche

### Presenze e reti nei club
Statistiche aggiornate all'11 agosto 2024.
| Stagione              | Club                  | Campionato            | Campionato | Campionato | Coppe nazionali | Coppe nazionali | Coppe nazionali | Coppe continentali | Coppe continentali | Coppe continentali | Altre coppe | Altre coppe | Altre coppe | Totale | Totale |
| Stagione              | Club                  | Comp                  | Pres       | Reti       | Comp            | Pres            | Reti            | Comp               | Pres               | Reti               | Comp        | Pres        | Reti        | Pres   | Reti   |
| --------------------- | --------------------- | --------------------- | ---------- | ---------- | --------------- | --------------- | --------------- | ------------------ | ------------------ | ------------------ | ----------- | ----------- | ----------- | ------ | ------ |
| 2016                  | Kashiwa Reysol        | J1                    | 0          | 0          | CG+CdL          | 0               | 0               | -                  | -                  | -                  | -           | -           | -           | 0      | 0      |
| 2017                  | Kashiwa Reysol        | J1                    | 16         | 2          | CG+CdL          | 0+2             | 0+1             | -                  | -                  | -                  | -           | -           | -           | 18     | 3      |
| 2018                  | Kashiwa Reysol        | J1                    | 18         | 1          | CG+CdL          | 0+4             | 0               | ACL                | 1                  | 0                  | -           | -           | -           | 23     | 1      |
| 2019                  | Kashiwa Reysol        | J2                    | 18         | 0          | CG+CdL          | 2+3             | 1+0             | -                  | -                  | -                  | -           | -           | -           | 23     | 1      |
| 2020                  | Yokohama FC           | J1                    | 28         | 0          | CdL             | 2               | 0               | -                  | -                  | -                  | -           | -           | -           | 30     | 0      |
| 2021                  | Yokohama FC           | J1                    | 15         | 2          | CG+CdL          | 0+5             | 0               | -                  | -                  | -                  | -           | -           | -           | 20     | 2      |
| gen.-lug. 2022        | Yokohama FC           | J2                    | 22         | 0          | CG              | 1               | 0               | -                  | -                  | -                  | -           | -           | -           | 23     | 0      |
| Totale Yokohama FC    | Totale Yokohama FC    | Totale Yokohama FC    | 65         | 2          |                 | 8               | 0               |                    | -                  | -                  |             | -           | -           | 73     | 2      |
| lug.-dic. 2022        | Sagan Tosu            | J1                    | 4          | 0          | -               | -               | -               | -                  | -                  | -                  | -           | -           | -           | 4      | 0      |
| 2023                  | Sagan Tosu            | J1                    | 22         | 1          | CG+CdL          | 0+4             | 0               | -                  | -                  | -                  | -           | -           | -           | 26     | 1      |
| gen.-ago. 2024        | Sagan Tosu            | J1                    | 20         | 0          | CG+CdL          | 1+1             | 1+0             | -                  | -                  | -                  | -           | -           | -           | 22     | 1      |
| Totale Sagan Tosu     | Totale Sagan Tosu     | Totale Sagan Tosu     | 46         | 1          |                 | 6               | 1               |                    | -                  | -                  |             | -           | -           | 52     | 2      |
| ago.-dic. 2024        | Kashiwa Reysol        | J1                    | 1          | 0          | CG              | 0               | 0               | -                  | -                  | -                  | -           | -           | -           | 1      | 0      |
| Totale Kashiwa Reysol | Totale Kashiwa Reysol | Totale Kashiwa Reysol | 53         | 3          |                 | 11              | 2               |                    | 1                  | 0                  |             | -           | -           | 65     | 5      |
| Totale carriera       | Totale carriera       | Totale carriera       | 164        | 6          |                 | 25              | 3               |                    | 1                  | 0                  |             | -           | -           | 190    | 9      |

## Palmarès

### Club

#### Competizioni nazionali
- J2 League: 1

Kashiwa Reysol: 2019